# 裘壤
裘壤（1459年—？），字本厚，浙江寧波府慈谿縣人，軍籍，明朝政治人物。

## 生平
弘治二年（1489年）己酉科浙江鄉試第六十五名舉人。弘治六年（1493年）中式癸丑科會試第一百六十七名，三甲第七十五名進士。歷官禮部郎中，正德四年（1509年）七月升福建布政司右參議，不久被裁革，五年九月復除原职，六年正月考察以不謹闲住。

## 家族
曾祖裘汶圮；祖父裘謙；父裘鍔，母梁氏。具庆下。